# (8268) Goerdeler
(8268) Goerdeler (1987 SQ10) – planetoida z pasa głównego asteroid okrążająca Słońce w ciągu 4,58 lat w średniej odległości 2,76 au. Odkryta 29 września 1987 roku.